# Linia kolejowa Biskupin Odcinek – Grochowiska Szlacheckie
Linia kolejowa Biskupin Odcinek – Grochowiska Szlacheckie – wąskotorowa linia kolejowa o rozstawie szyn 600 mm, w województwie kujawsko-pomorskim, częściowo rozebrana, w części eksploatowana przez Żnińską Kolej Powiatową (między stacjami Gąsawa a Biskupin Odcinek) w ramach obsługi linii turystycznej Gąsawa – Żnin Wąskotorowy.
Pierwszą część linii – odcinek Biskupin – Szelejewo o długości ponad 8 km oddano do eksploatacji w 1894 r. Linia była częścią sieci kolei wąskotorowej liczącej w sumie 79 km (na początku XX w.). W Biskupinie, Szelejewie i Gąsawie zbudowano budynki mieszkalne, które równocześnie były budynkami stacyjnymi. Regularne pociągi pasażerskie przestały kursować w roku 1968, w związku z przejęciem znacznej części ruchu pasażerskiego przez komunikację autobusową.
W 2010 odbywał się ruch sezonowy (24 kwietnia do 31 sierpnia oraz we wrześniu podczas Festynu Archeologicznego w Biskupinie). Istniała również możliwość wykupienia przewozu w październiku oraz w listopadzie.